# Senta Eulalia
Senta Eulalia (en francès Sainte-Eulalie) és un municipi francès situat al departament de la Gironda i a la regió de la Nova Aquitània.

## Demografia
| 1962                                       | 1968  | 1975  | 1982  | 1990  | 1999  | 2007  |
| ------------------------------------------ | ----- | ----- | ----- | ----- | ----- | ----- |
| 1.139                                      | 1.953 | 2.633 | 3.365 | 3.930 | 4.189 | 4.786 |
| Des de 1962: població sense dobles comptes |       |       |       |       |       |       |

## Administració
| Període   | Identitat      | Partit |
| --------- | -------------- | ------ |
| 2001-2008 | Christian Laur | PCF    |
| 2008-     | Hubert Laporte | UMP    |

## Agermanaments
- Yepes
- Laufach